# 費爾迪瓦拉鄉

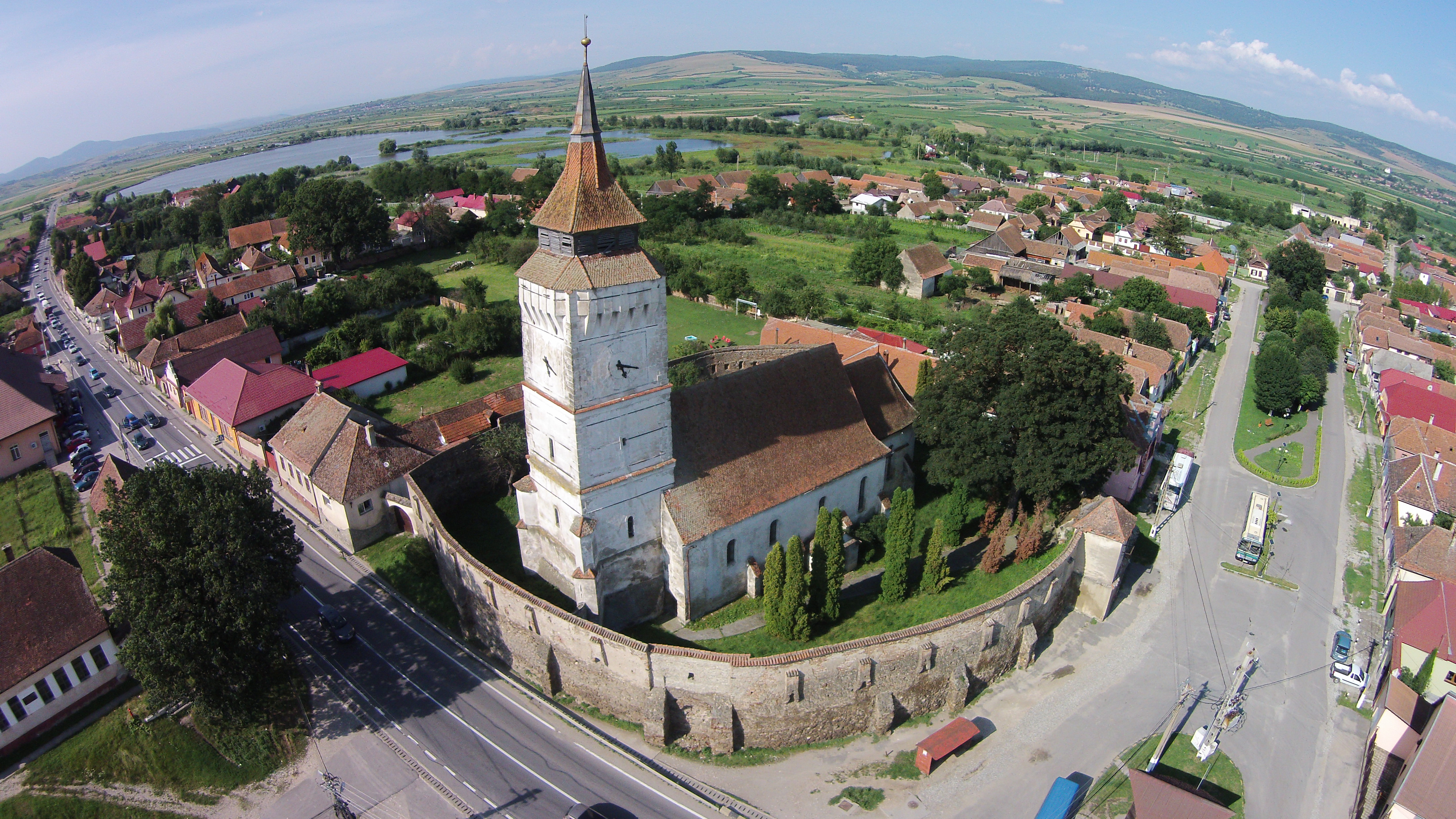

45°49′00″N 25°35′30″E / 45.81667°N 25.59167°E
費爾迪瓦拉鄉（羅馬尼亞語：Comuna Feldioara, Brașov），是羅馬尼亞的鄉份，位於該國中部，由布拉索夫縣負責管轄，面積75平方公里，海拔高度389米，2007年人口6,858，人口密度每平方公里91人。